# 軌道穩定性
軌道穩定性是在數學物理和偏微分方程理論中，如果初始數據足夠接近{\displaystyle \phi (x)}的解永遠保持在{\displaystyle u(x,t)=e^{-i\omega t}\phi (x)}軌跡給定的小鄰域中，則{\displaystyle u(x,t)=e^{-i\omega t}\phi (x)}形式的孤波解被稱為「軌道穩定」。